# Gad al-Haq
Le cheikh Gad al-Haq Ali Gad al-Haq (en arabe : جاد الحق علي جاد الحق), né le 5 avril 1917 à Batra, en Égypte, et mort le 15 mars 1996 au Caire, est le 42e recteur de la mosquée al-Azhar de 1982 à 1996.

## Biographie
Il est né à Batra, dans le gouvernorat de Dakahlia en Égypte et est éduqué dans une école du village du delta du Nil. Il a obtenu un diplôme d’Alimiya à l'université al-Azhar du Caire. Trouvant un emploi de commis dans le bureau du Mufti, il est promu au poste d'amin al-fatwa. En 1954, il devient juge. Nasser le nomme au Conseil suprême des affaires islamiques en 1960.
En 1978, Anouar al-Sadat le nomme Grand mufti d'Égypte. En 1982, il devient ministre des Affaires religieuses, puis Grand imam d'Al-Azhar. Il s'inscrit dans le courant conservateur, et plaît au gouvernement égyptien par sa forte opposition à la doctrine fondamentaliste wahhabite. Cependant, le gouvernement est moins satisfait de sa prise de parole publique sur l'avortement (pour laquelle il collabore avec la délégation du Vatican) lors de la Conférence des Nations unies sur la population de 1994 au Caire. Il refuse de reconnaître les accords d'Oslo, car ne reconnaissent pas le droit de retour des réfugiés palestiniens. Il lance durant sont mandat une fatwa contre le journaliste et homme politique égyptien Farag Foda, qui est ensuite assassiné. Il meurt d'une crise cardiaque le 15 mars 1996 à l'âge de 79 ans. Il est remplacé par Mohammed Tantaoui.